# Miho Yoshioka
Miho Yoshioka (27 de agosto de 1990) é uma velejadora japonesa.

## Carreira
Até o ensino médio, pertencia ao clube de vôlei. Depois de ingressar na Escola Secundária Ashiya da Prefeitura de Hyogo, começou a velejar. Quando estava em seu quarto ano de universidade, ela participou do Torneio Intercolegial Lake Biwa All -Japan, mas não teve sucesso total e planejava se aposentar após a formatura.
Em 2013, ficou em 10º lugar em sua primeira aparição no Campeonato Mundial. Em 2016, também participou pela primeira vez das Olimpíadas do Rio de Janeiro e terminou na quinta colocação. Ganhou a medalha de prata na classe mista 470 nas Olimpíadas de Paris em agosto de 2024, ao lado de Keiju Okada.